# Grande Prêmio da Grã-Bretanha de 1962
Resultados do Grande Prêmio da Grã-Bretanha de Fórmula 1 realizado em Aintree em 21 de julho de 1962. Quinta etapa da temporada, teve como vencedor o britânico Jim Clark, da Lotus-Climax.

## Classificação da prova
| Pos. | Nº | Piloto                  | Construtor      | Voltas | Tempo/Diferença | Grid | Pontos |
| ---- | -- | ----------------------- | --------------- | ------ | --------------- | ---- | ------ |
| 1    | 20 | Jim Clark               | Lotus-Climax    | 75     | 2:26:20.8       | 1    | 9      |
| 2    | 24 | John Surtees            | Lola-Climax     | 75     | 49.2            | 2    | 6      |
| 3    | 16 | Bruce McLaren           | Cooper-Climax   | 75     | + 1:44.8        | 4    | 4      |
| 4    | 12 | Graham Hill             | BRM             | 75     | + 1:56.8        | 5    | 3      |
| 5    | 30 | Jack Brabham            | Lotus-Climax    | 74     | + 1 volta       | 9    | 2      |
| 6    | 18 | Tony Maggs              | Cooper-Climax   | 74     | + 1 volta       | 13   | 1      |
| 7    | 34 | Masten Gregory          | Lotus-Climax    | 74     | + 1 volta       | 14   |        |
| 8    | 22 | Trevor Taylor           | Lotus-Climax    | 74     | + 1 volta       | 10   |        |
| 9    | 8  | Dan Gurney              | Porsche         | 73     | + 2 voltas      | 6    |        |
| 10   | 42 | Jackie Lewis            | Cooper-Climax   | 72     | + 3 voltas      | 15   |        |
| 11   | 40 | Tony Settember          | Emeryson-Climax | 71     | + 4 voltas      | 19   |        |
| 12   | 36 | Ian Burgess             | Cooper-Climax   | 71     | + 4 voltas      | 16   |        |
| 13   | 14 | Richie Ginther          | BRM             | 70     | + 5 voltas      | 8    |        |
| 14   | 54 | Carel Godin de Beaufort | Porsche         | 69     | + 6 voltas      | 17   |        |
| 15   | 46 | Jay Chamberlain         | Lotus-Climax    | 64     | + 11 voltas     | 20   |        |
| 16   | 32 | Innes Ireland           | Lotus-Climax    | 61     | + 14 voltas     | 3    |        |
| Ret  | 2  | Phil Hill               | Ferrari         | 47     | Motor           | 12   |        |
| Ret  | 26 | Roy Salvadori           | Lola-Climax     | 35     | Bateria         | 11   |        |
| Ret  | 10 | Jo Bonnier              | Porsche         | 27     | Diferencial     | 7    |        |
| Ret  | 44 | Wolfgang Seidel         | Lotus-BRM       | 11     | Freios          | 21   |        |
| Ret  | 48 | Tony Shelly             | Lotus-Climax    | 6      | Motor           | 18   |        |

## Tabela do campeonato após a corrida
|   | Pos. | Piloto        | Pontos |
| - | ---- | ------------- | ------ |
|   | 1    | Graham Hill   | 19     |
| 2 | 2    | Jim Clark     | 18     |
|   | 3    | Bruce McLaren | 16     |
| 2 | 4    | Phil Hill     | 14     |
| 2 | 5    | John Surtees  | 13     |

|   | Pos. | Equipe        | Pontos |
| - | ---- | ------------- | ------ |
| 2 | 1    | Lotus-Climax  | 24     |
| 1 | 2    | BRM           | 23     |
| 1 | 3    | Cooper-Climax | 21     |
|   | 4    | Ferrari       | 14     |
| 1 | 5    | Lola-Climax   | 13     |

- Nota: Somente as primeiras cinco posições estão listadas. Apenas os cinco melhores resultados, dentre pilotos ou equipes, eram computados visando o título. Neste ponto esclarecemos: conforme o site oficial da Fórmula 1, a partir de 1962 seriam atribuídos nove pontos tanto para o piloto quanto à equipe vencedora e na tabela dos construtores figurava somente o melhor colocado dentre os carros de um time.